# O Melodie Pentru Europa 2018
O Melodie Pentru Europa 2018 war der moldauische Vorentscheid für den Eurovision Song Contest 2018 in Lissabon (Portugal). Er fand am 24. Februar 2018 statt.

## Konzept

### Format
Zuerst sollte, wie schon 2017, nur wieder ein Halbfinale am 22. Februar 2018 stattfinden. Allerdings gab der moldauische Sender TRM am 25. Januar 2018 bekannt, dass es nur ein Finale mit 16 Teilnehmern geben wird. Der Sieger wird dort zu 50 % vom Televoting und zu 50 % von einer Jury entschieden. Der Sieger darf dann Moldau beim ESC 2018 vertreten.

### Beitragswahl
Vom 1. Dezember 2017 bis zum 15. Januar 2018 konnten sich Interessierte für den Vorentscheid bewerben. Dabei durfte das Lied nicht in einem anderen Vorentscheid bereits eingereicht worden sein. Dazu durften sich ausländische Künstler bewerben, allerdings nur wenn sie 50 % der Bühne einnehmen. Komponisten waren von dieser Regel ausgeschlossen.
Die 27 eingereichten Beiträge mussten sich am 24. Januar 2018 den Live Auditions stellen, die live im Internet übertragen wurden. Dort wählte eine Jury die 16 Teilnehmer für den Vorentscheid aus.
Am 25. Januar 2018 gab TRM die 16 Finalisten bekannt.

## Finale
Das Finale fand am 24. Februar 2018, 19:40 Uhr (EET) statt. Die Band DoReDos setzte sich sowohl im Juryvoting als auch im Televoting durch. Sie erhielt insgesamt 24 Punkte.
| Platz | Startnr. | Interpret                   | Lied Musik (M) und Text (T)                                                                     | Sprache   | Übersetzung (inoffiziell) | Jury    | Jury   | Zuschauerstimmen (Televoting & SMS) | Zuschauerstimmen (Televoting & SMS) | Gesamt |
| Platz | Startnr. | Interpret                   | Lied Musik (M) und Text (T)                                                                     | Sprache   | Übersetzung (inoffiziell) | Stimmen | Punkte | Stimmen                             | Punkte                              | Gesamt |
| ----- | -------- | --------------------------- | ----------------------------------------------------------------------------------------------- | --------- | ------------------------- | ------- | ------ | ----------------------------------- | ----------------------------------- | ------ |
| 01.   | 08       | DoReDoS                     | My Lucky Day M: Filipp Kirkorow; T: John Ballard                                                | Englisch  | Mein glücklicher Tag      | 104     | 12     | 3.813                               | 12                                  | 24     |
| 02.   | 15       | Vera Țurcanu                | Black Heart M: Karl Sahlin, David Gällring; T: Nikos Sofis, Vera Țurcanu                        | Englisch  | Schwarzes Herz            | 069     | 10     | 0123                                | 05                                  | 15     |
| 03.   | 12       | Doinița Gherman             | Dance In Flames M: Ylva Persson, Linda Persson; T: Ylva Persson, Linda Persson, Doinița Gherman | Englisch  | In Flammen tanzen         | 052     | 07     | 0134                                | 06                                  | 13     |
| 04.   | 01       | Tolik                       | Broken Glass M: Rickard Bonde Truumeel; T: Leah Muscat Rodo, Malin Johansson,                   | Englisch  | Gebrochenes Glass         | 030     | 03     | 0385                                | 10                                  | 13     |
| 05.   | 10       | Anna Odobescu               | Agony M/T: Valeriu Pașa                                                                         | Englisch  | Qual                      | 054     | 08     | 062                                 | 03                                  | 11     |
| 06.   | 09       | Sandy C & Aaron Sibley      | Once Upon A Time M/T: Aaron Sibley                                                              | Englisch  | Vor langer Zeit           | 036     | 05     | 0113                                | 04                                  | 09     |
| 07.   | 11       | Nicoleta Sava               | Esencia del Sur M: Rafael Artesero; T: Viorica Atanasov, Jose Juan Santana                      | Spanisch  | Essenz des Südens         | 016     | –      | 0171                                | 08                                  | 08     |
| 08.   | 13       | Felicia Dunaf               | Alien M/T: Primoz Poglajen, Will Taylor, Michael James Down                                     | Englisch  | Alien                     | 040     | 06     | 056                                 | 1                                   | 07     |
| 09.   | 07       | Constantin Cobîlean         | Numai tu M/T: Constantin Cobîlean                                                               | Rumänisch | Nur du                    | 08      | –      | 0134                                | 07                                  | 07     |
| 10.   | 02       | Lavinia Rusu                | Altundeva M/T: Alkemics Sound, Eugeniu Doibani                                                  | Rumänisch | Irgendwo anders           | 030     | 04     | 059                                 | 02                                  | 06     |
| 11.   | 04       | Anna Timofei                | Endlessly M: Ylva Persson, Linda Persson; T: Georgios Kalpakidis                                | Englisch  | Endlos                    | 028     | 02     | 039                                 | –                                   | 02     |
| 12.   | 05       | Ilia Sorocean & Dasha DaGro | Minds & Veins M/T: Ilia Sorocean                                                                | Englisch  | Gedanken & Venen          | 025     | 01     | 054                                 | –                                   | 01     |
| 13.   | 03       | BellaLuna                   | Moments M: M. Effterman; T: M. Safrin                                                           | Englisch  | Momente                   | 014     | –      | 034                                 | –                                   | 0      |
| 14.   | 16       | Ruslan Tsar                 | Come To Life M/T: R. Táranu                                                                     | Englisch  | Komm' ins Leben           | 08      | –      | 032                                 | –                                   | 0      |
| 15.   | 14       | Viorela                     | The Gates Of Love M/T: V. Moraru                                                                | Englisch  | Die Tore der Liebe        | 05      | –      | 025                                 | –                                   | 0      |
| 16.   | 06       | Che-MD                      | Inima-n stîngă M/T: M. Smolenko                                                                 | Rumänisch | Linkes Herz               | 03      | –      | 026                                 | –                                   | 0      |

### Juryvoting
| Startnr. | Lied              | Anatol Chiriac | Pavel Gămurari | Nicu Țărnă | Victoria Cușnir | Sandu Gorgos | Ivan Aculov | Liviu Știrbu | Lilia Șolomei | Andrei Tostogan | Gesamt | Punkte |
| -------- | ----------------- | -------------- | -------------- | ---------- | --------------- | ------------ | ----------- | ------------ | ------------- | --------------- | ------ | ------ |
| 01       | Broken Glass      | –              | 5              | 6          | 6               | 4            | 4           | –            | –             | 5               | 030    | 3      |
| 02       | Altundeva         | 6              | –              | 5          | 8               | 6            | 1           | –            | –             | 4               | 030    | 4      |
| 03       | Moments           | –              | 4              | 2          | –               | −            | –           | –            | 8             | –               | 014    | –      |
| 04       | Endlessly         | –              | 7              | 3          | 1               | –            | –           | 5            | 10            | 2               | 028    | 2      |
| 05       | Minds & Veins     | 1              | –              | 7          | 7               | 2            | –           | 7            | 1             | –               | 025    | 1      |
| 06       | Inima-n stîngă    | –              | –              | –          | 3               | –            | –           | –            | –             | –               | 03     | –      |
| 07       | Numai tu          | –              | –              | –          | –               | –            | 2           | 1            | 4             | 1               | 08     | –      |
| 08       | My Lucky Day      | 12             | 12             | 12         | 12              | 12           | 12          | 12           | 12            | 8               | 104    | 12     |
| 09       | Once Upon a Time  | –              | 1              | 4          | 5               | 1            | 7           | 3            | 3             | 12              | 036    | 5      |
| 10       | Agony             | 7              | 10             | 8          | 4               | 5            | 6           | 6            | 5             | 3               | 054    | 8      |
| 11       | Esencia del Sur   | 2              | 8              | –          | –               | 3            | 3           | –            | –             | –               | 016    | –      |
| 12       | Dance in Flames   | 8              | 6              | –          | –               | 7            | 8           | 10           | 7             | 6               | 052    | 7      |
| 13       | Alien             | 10             | 3              | 1          | 2               | 8            | 5           | 4            | –             | 7               | 040    | 6      |
| 14       | The Gates of Love | 5              | –              | –          | –               | –            | –           | –            | –             | –               | 05     | –      |
| 15       | Black Heart       | 3              | 2              | 10         | 10              | 10           | 10          | 8            | 6             | 10              | 069    | 10     |
| 16       | Come to Life      | 4              | –              | –          | –               | –            | –           | 2            | 2             | –               | 08     | –      |